# Lasioglossum rozeni
Lasioglossum rozeni är en biart som först beskrevs av Jason Gibbs 2010. Den ingår i släktet smalbin och familjen vägbin. Arten finns i nordöstra USA.

## Beskrivning
Huvud och mellankropp har en mycket dunkel, metallglänsande blågrön färg, som nästan ser brunaktig ut. 
Munskölden har den övre delen mörkbrun, liksom antennerna (hos hanen är dock den yttre delen rödbrun på undersidan). Även benen är bruna med rödaktigt till brunaktigt gula fötter. Vingarna är halvgenomskinliga med gulbruna ribbor. Behåringen är gles och vitaktig. Honans huvud är mycket stort och brett. Arten är ett litet bi; honan är knappt 5 mm lång med en framvingelängd på 3,9 till 4 mm; motsvarande mått för hanen är en kroppslängd på nästan 6 mm, och en framvingelängd på 4 mm.

## Utbredning
Utbredningsområdet omfattar nordöstra USA från Maine i norr till West Virginia och Virginia i söder, och en västlig utlöpare till Illinois. Den är inte vanlig.

## Ekologi
Lasioglossum rozeni förmodas vara en boparasit som tränger in i andra arters bon i undersläktet Dialictus, lägger sina ägg i bona, varpå larverna lever av den insamlade näringen, efter det värdägget eller -larven dödats.
Arten är polylektisk, den flyger till blommande växter från många olika familjer, som oleanderväxter (Cynanchum laeve), korgblommiga växter (tistlar, prästkragesläktet och gullrissläktet), kornellväxter (korneller), videväxter (Salix nigra) samt ranunkelväxter (knölsmörblomma).